# Лист, Гвидо фон
Гвидо фон Лист (нем. Guido von List; 5 октября 1848 года — 17 мая 1919 года) — австрийско-немецкий поэт, рунолог и оккультист, основатель ариософии, оказавший существенное влияние на нацистский оккультизм.

## Биография
Гвидо фон Лист был первым популярным автором, соединившим идеологию фёлькише с оккультизмом и теософией. Он вырос в католической семье преуспевающих торговцев, однако в юношеском возрасте пережил откровение в катакомбах под церковью, в результате которого поклялся создать храм Вотану.
В юности Лист хотел стать художником и учёным, что противоречило планам отца, желающего видеть его наследником торгового дела. В результате Лист согласился получать коммерческое образование, но сочетал это с занятием живописью, спортом и прогулками на природе. Позднее он неприязненно отзывался о жизни большого города и современной экономике, которая по мнению Листа, «словечками о поиске индивидом самого себя, сбила человечество с пути».
В 1878 году Лист женился на первой жене, Елене Форстер-Петерс, и оставил занятия коммерцией.
С 1877 по 1887 он опубликовал множество статей на тему австрийской этнографии в газетах с националистическим уклоном. В те же годы пишет роман «Карнунтум», и постепенно становится известным в кругах приверженцев пангерманизма, связанном с именами Риттера Георга фон Шонерера и Карла Вольфа. В середине 1890-х годов к национализму Листа всё больше примешивается антисемитизм, он издаёт эссе «Die Juden als Staat und Nation».
К концу века Лист достигает значительного успеха в сфере неоромантического и националистического жанра литературы.
В конце XIX века фон Лист издал книгу «Мистериальный язык индо-германцев», в которой утверждал, что нашёл в германской традиции следы духовности предков, обитавших в древности на континенте Арктогея. Столица этой древней земли называлась Туле.
В апреле 1903 он отправил псевдонаучный труд об арийском протоязыке в Имперскую Академию Наук в Вене, но Академия вернула работу без комментариев. Это в конце концов привело к созданию его сторонниками «Общества Листа» для самостоятельного издания его работ.
В 1903—1907 года добавляет к фамилии титул «фон» и даже пытается отстаивать официальное его использование в магистрате. Такое желание может свидетельствовать о влиянии на Листа собственных же лекций о вотанизме как религии, где жрецами были аристократы древних племен. Он также рассматривает геральдические знаки как эзотерические послания, передаваемые по наследству.
2 марта 1908 года было официально открыто Общество Листа. С 1908 по 1912 в состав Общества вошли: депутат Беранексо — организатор Союза немцев в 1894 году; Рудольф Бергер, член комитета Немецкой Национальной Рабочей Лиги в Вене; Герман Брасс, глава Лиги Немцев в Северной Моравии; Конрад Глазенапп, биограф Вагнера; Йозеф Людвиг Реймер, пангерманистский автор из Вены; Филипп Штауфф, крайне антисемитский журналист из Берлина; Карл Херцог, глава Филиала Маннгейме DHV; теософ Франц Гартман и ряд других людей из националистических и оккультных кругов. Поощрённый поддержкой Лист написал серию «Ариогерманских исследовательских отчетов». В публикациях содержались сведения о магическом использовании рун, о политической организации «жрецов Вотана», эзотерические толкования фольклора и сведения о «тайных арийских письменах».
После 1908 года Лист публикует ряд работ, посвящённых рунам и другим символам, и приобретает всё большую популярность в националистических кругах, в том числе благодаря идее конфликта немецких и славянских национальных интересов. Его работы этого периода содержат многочисленные отсылки к «Тайной Доктрине» Блаватской. Он развивает идеи «арманизма» и новой пангерманской империи. Уклад в таком государстве предполагал жёсткое подчинение неарийцев арийским хозяевам, а доступ к образованию и должностям должен был зависеть от расовой чистоты. Ариогерманская раса при этом освобождалась от всякого тяжёлого труда и занималась управлением. Данные принципы были очень похожи на Нюрнбергские расовые законы.
В ноябре 1911 Лист получил письмо, подписанное псевдонимом Тарнхари; автор утверждал, что является потомком или воплотившейся душой вождя древнего племени Вользнген, а также заявлял, что его родовые воспоминания-видения подтверждают реконструкции ариогерманских традиций, выполненные Листом. В период Первой мировой войны Тарнхари в числе прочих занимался популяризацией идей Листа, а позже был связан с наставником Гитлера Дитрихом Эккартом.

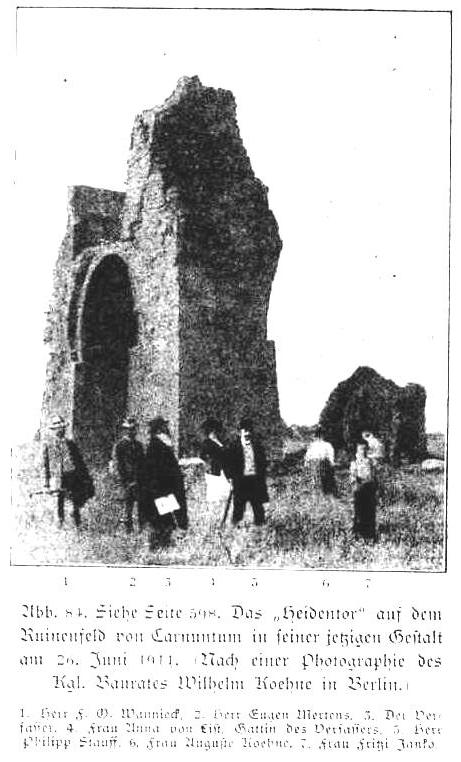
Гвидо фон Лист с членами общества своего имени у руин Карнунта в 1911 году в ходе паломничества по местам, которые фон Лист считал связанными с культом Вотана

В июне 1911 года Лист организовал круг посвящённых внутри Общества Листа, обозначенный буквами НАО (Hoher Armanen-Orden), и принял решение совершить паломничество к избранным местам «земли Остара, где ещё жив дух Хари-Вотана». Предполагалось, что данная организация будет форпостом строительства «новой духовной Германии», однако она оказалось малозначимой по сравнению с другими объединениями того времени.
Поскольку, по мнению Листа, древнее ариогерманское общество было теократическим, то новый орден также предполагал особую элиту, власть который священна, абсолютна и таинственна. Идеальным государством для Листа было государство, организованное как мужской орден с оккультным собором. Эти идеи находят себе аналогии в плане построения ордена-государства, который строил рейхсфюрер СС Генрих Гиммлер.
Во время Первой мировой войны Лист занимался изучением оккультных и расовых вопросов. Его последний «исследовательский отчёт» «Арманизм и Каббала» содержал планы развить разрабатываемую в юности систему оккультных соответствий между различными объектами и качествами физического мира, включая животных, растения, минералы, цвета, звуки, музыкальные знаки, числа. Это сочинение не было подготовлено к публикации.
В 1916—1917 годах Лист пишет несколько статей о наступающем национальном золотом веке; предполагалось, что он должен наступить после поражения союзников.
Во время войны Лист получал множество писем с фронта, в которых его благодарили за утешительные открытия; руны и древние арийские символы находили на камнях и считали их знаками скорой победы ариогерманцев. В начале 1917 Лист имел видение, убедившее его в скорой победе, однако последующее поражение он интерпретировал как время скорби на пороге спасения ариогерманцев.